# امیلی برونته
امیلی جین برونته (به انگلیسی: Emily Jane Brontë؛ زاده ۳۰ ژوئیه ۱۸۱۸ – درگذشته ۱۹ دسامبر ۱۸۴۸)
نویسنده و شاعر بریتانیایی است. رمان بلندی‌های بادگیر او اثر بسیار معروفی است. به نظر بعضی از منتقدان ادبی شخصیت کتی بسیار شبیه خود امیلی و شاید هیت کلیف نمایندهٔ آن دسته از مردانی باشد که امیلی قادر به دوست داشتن آن‌ها بود.
کتاب بلندی‌های بادگیر شهرتی جهانی یافته‌است. امیلی برونته اشعار بسیاری نیز سروده‌است. برخی از اشعار او به همراه اشعار دو خواهر دیگرش، شارلوت برونته و آن برونته در یک مجموعه به چاپ رسید.

## اوایل زندگی

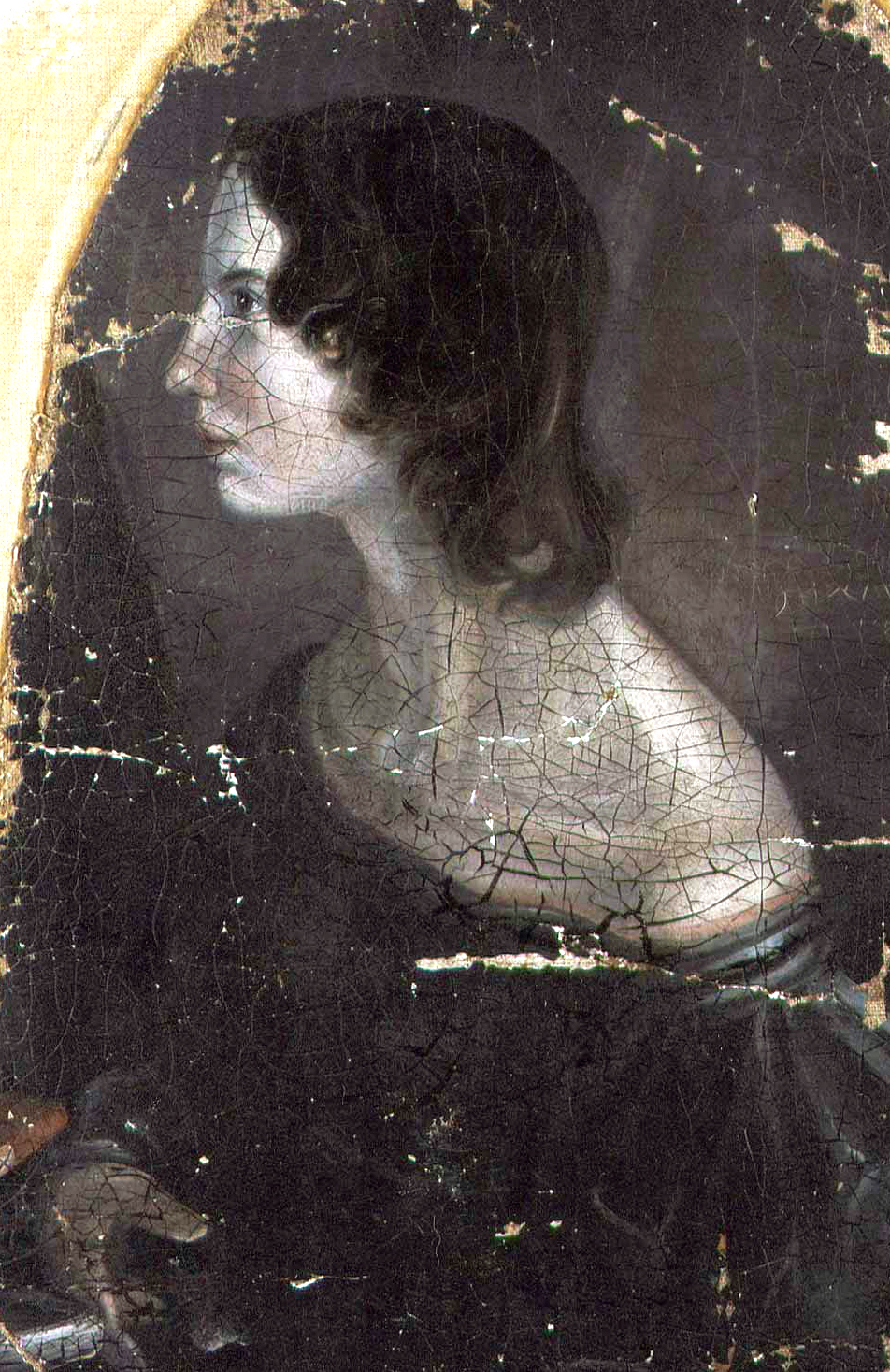
پرتره نقاشی شده توسط برانول برونته در سال ۱۸۳۳. منابع در مورد اینکه آیا این تصویر مربوط به امیلی است یا آن، اختلاف نظر دارند.

امیلی برونته در ۳۰ ژوئیه ۱۸۱۸ از ماریا برانول و پدری ایرلندی به نام پاتریک برونته متولد شد. خانواده در خیابان مارکت در روستای تورنتون در حومه برادفورد در غرب رایدینگ یورک‌شر انگلستان زندگی می‌کردند. امیلی پنجمین فرزند از شش خواهر و برادر بود. در سال ۱۸۲۰، خواهر کوچکتر امیلی، آن، آخرین فرزند برونته، متولد شد. اندکی پس از آن، خانواده به هشت مایل دورتر از محل سکونت خود یعنی هاورث نقل مکان کردند و در آنجا پاتریک به عنوان کشیش محلی و متصدی کلیسا استخدام شد. در هاورث، کودکان فرصت‌هایی برای شکوفا کردن استعدادهای ادبی خود داشتند.
هنگامی که امیلی تنها سه سال داشت و هر شش فرزند زیر هشت سال داشتند، مادرشان ماریا را در ۱۵ سپتامبر ۱۸۲۱ به دلیل سرطان از دست دادند. فرزندان کوچکتر باید توسط الیزابت برانول، خاله و خواهر ماریا مراقبت می‌شدند.
سه خواهر بزرگ امیلی یعنی: ماریا، الیزابت، و شارلوت همگی به مدرسه دختران روحانی (مدرسه ای که عمدتاً برای دختران روحانی طبقه متوسط در دهه ۱۸۲۰ تأسیس شد) در کوان بریج فرستاده شدند. امیلی در سن شش سالگی در ۲۵ نوامبر ۱۸۲۴ برای مدت کوتاهی به خواهرانش در مدرسه پیوست. در مدرسه، کودکان از بدرفتاری و محرومیت رنج می‌بردند و زمانی که بیماری همه گیر حصبه مدرسه را فرا گرفت، ماریا و الیزابت بیمار شدند. ماریا که احتمالاً واقعاً به سل مبتلا شده بود، به خانه فرستاده شد و در آنجا درگذشت و اندکی بعد الیزابت نیز درگذشت.